# Lagoa de Garopaba
A Lagoa de Garopaba, também chamada de Lagoa da Barra, é uma lagoa que está localizada no município de Garopaba, no estado brasileiro de Santa Catarina, no bairro de Encantada. Sua saída para o mar localiza-se entre as praias da Ferrugem e da Barra. 
É um dos pontos mais propícios para a pesca de tainhas no período de maio a junho, como também a pesca de camarão entre novembro e dezembro.